# Trasporto a fune

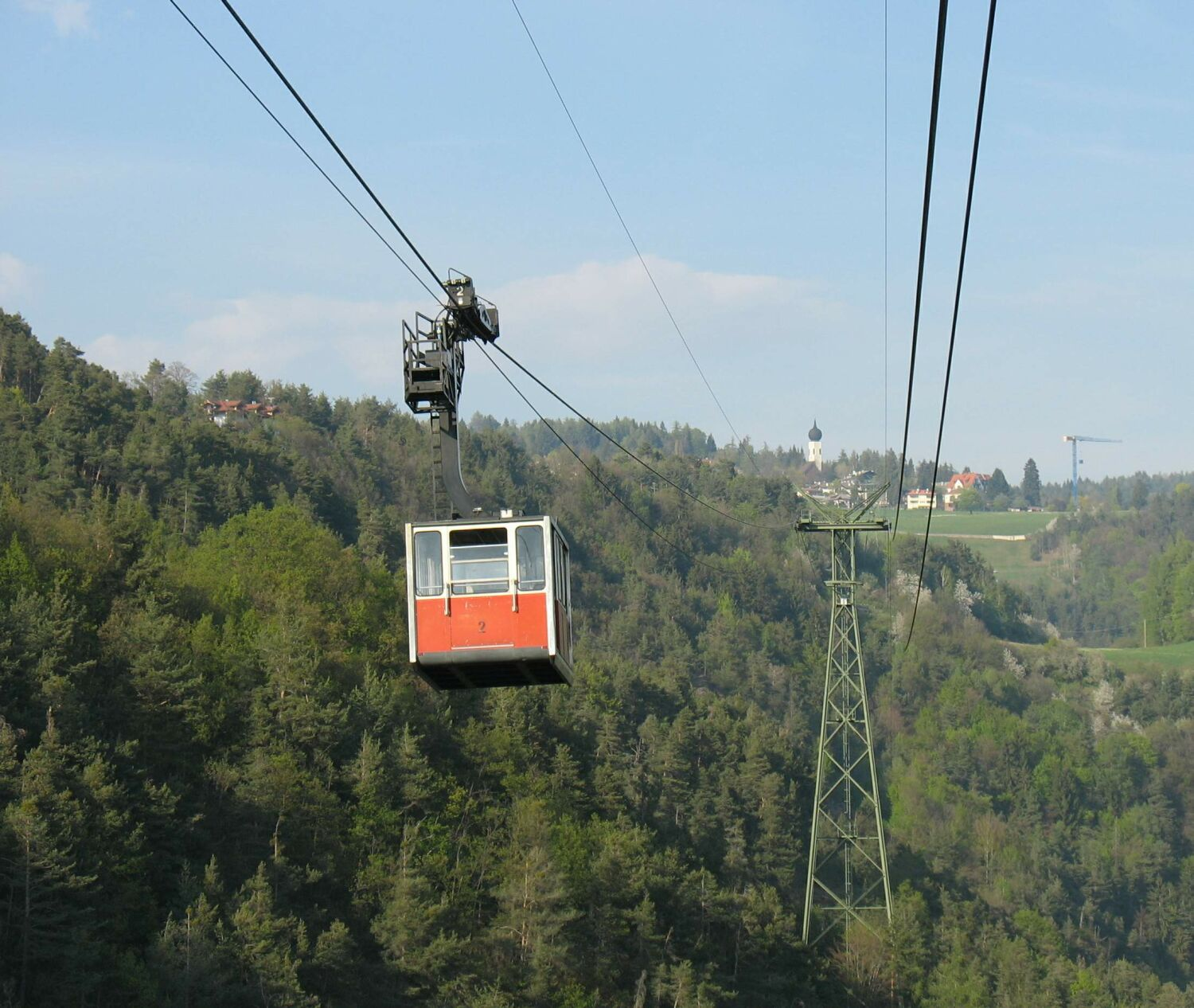
La vecchia funivia del Renon in Italia - 2007

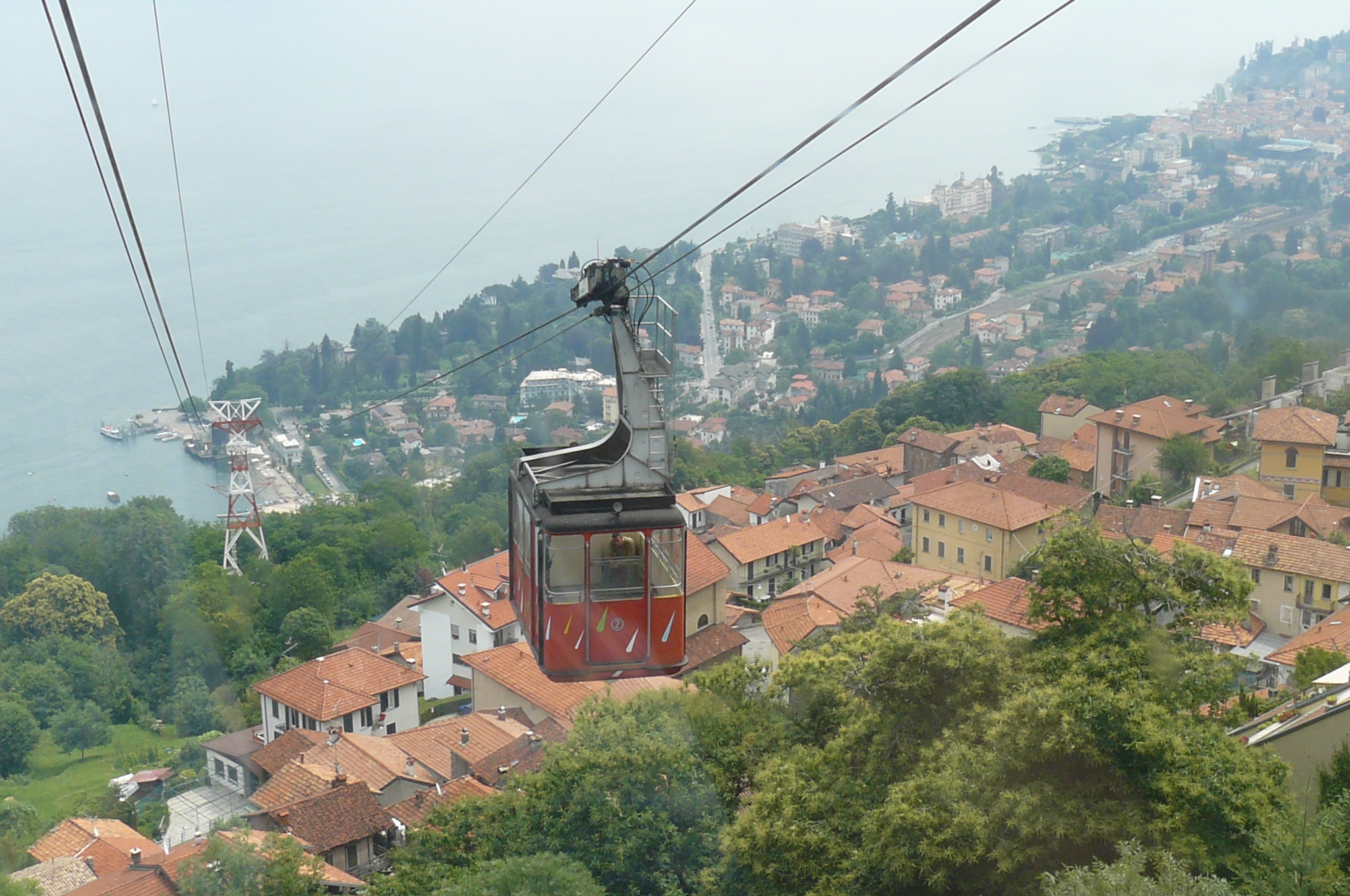
La funivia Stresa-Alpino-Mottarone in Italia - 2009

Con il termine trasporto a fune si identificano tutte le modalità di trasporto che impiegano un sistema di funi per il sostegno e/o la movimentazione dei veicoli adibiti al trasporto di persone e/o merci. Sono diffusi in varie forme in stazioni e comprensori sciistici, ma possono essere presenti anche in zone urbane e parchi.

## Generalità

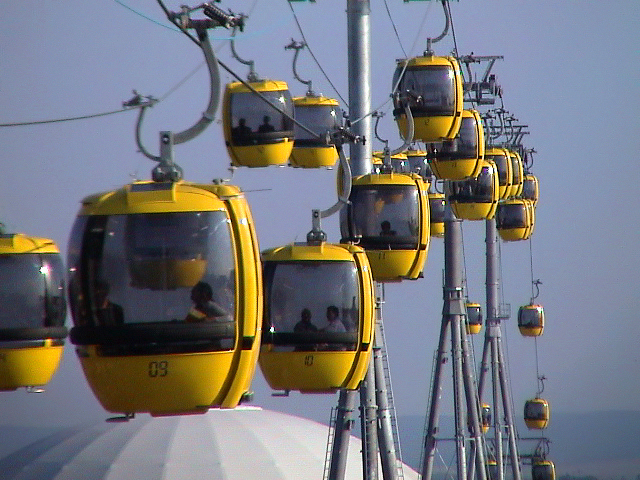
Cabinovia

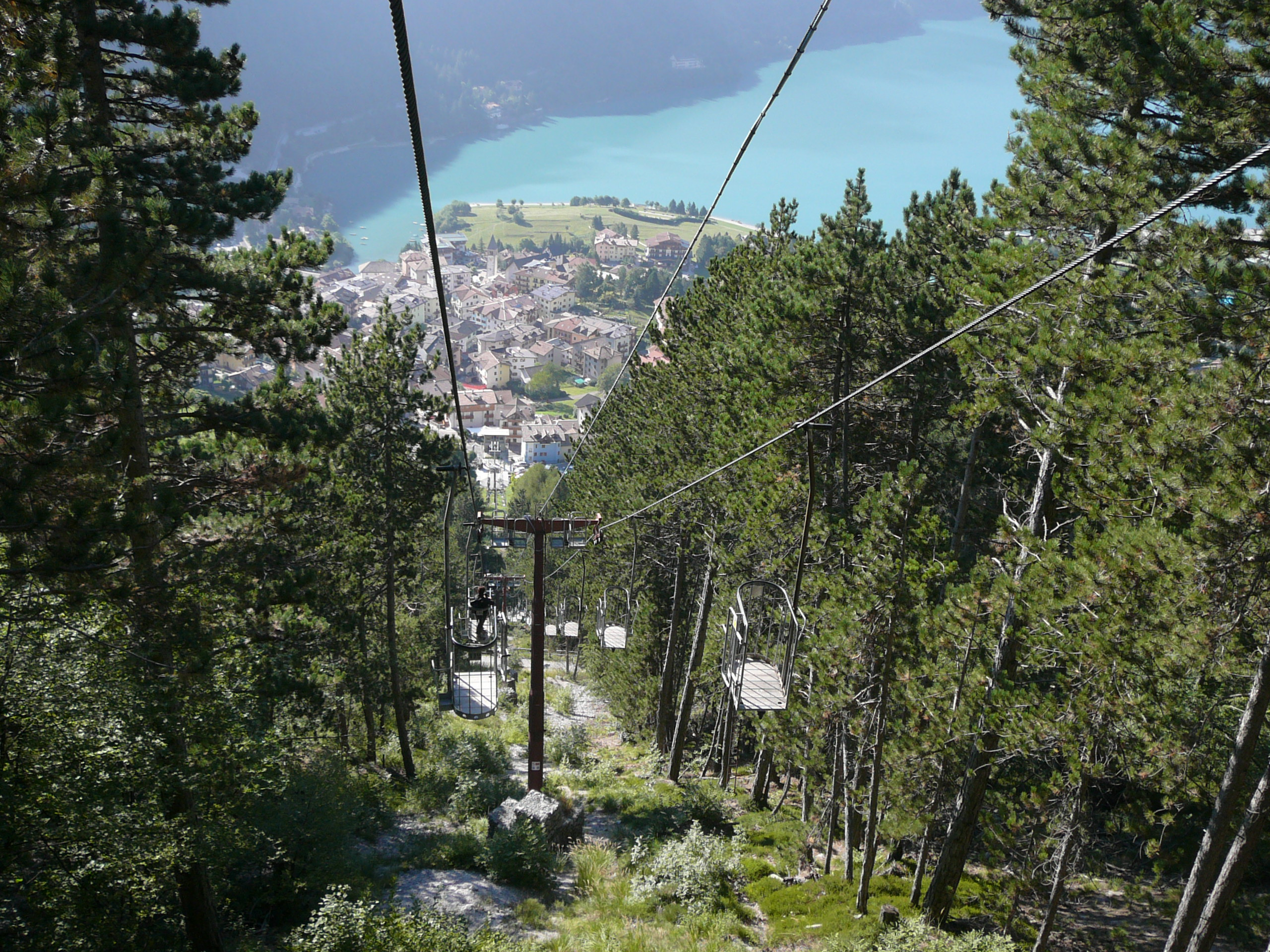
Cestovia

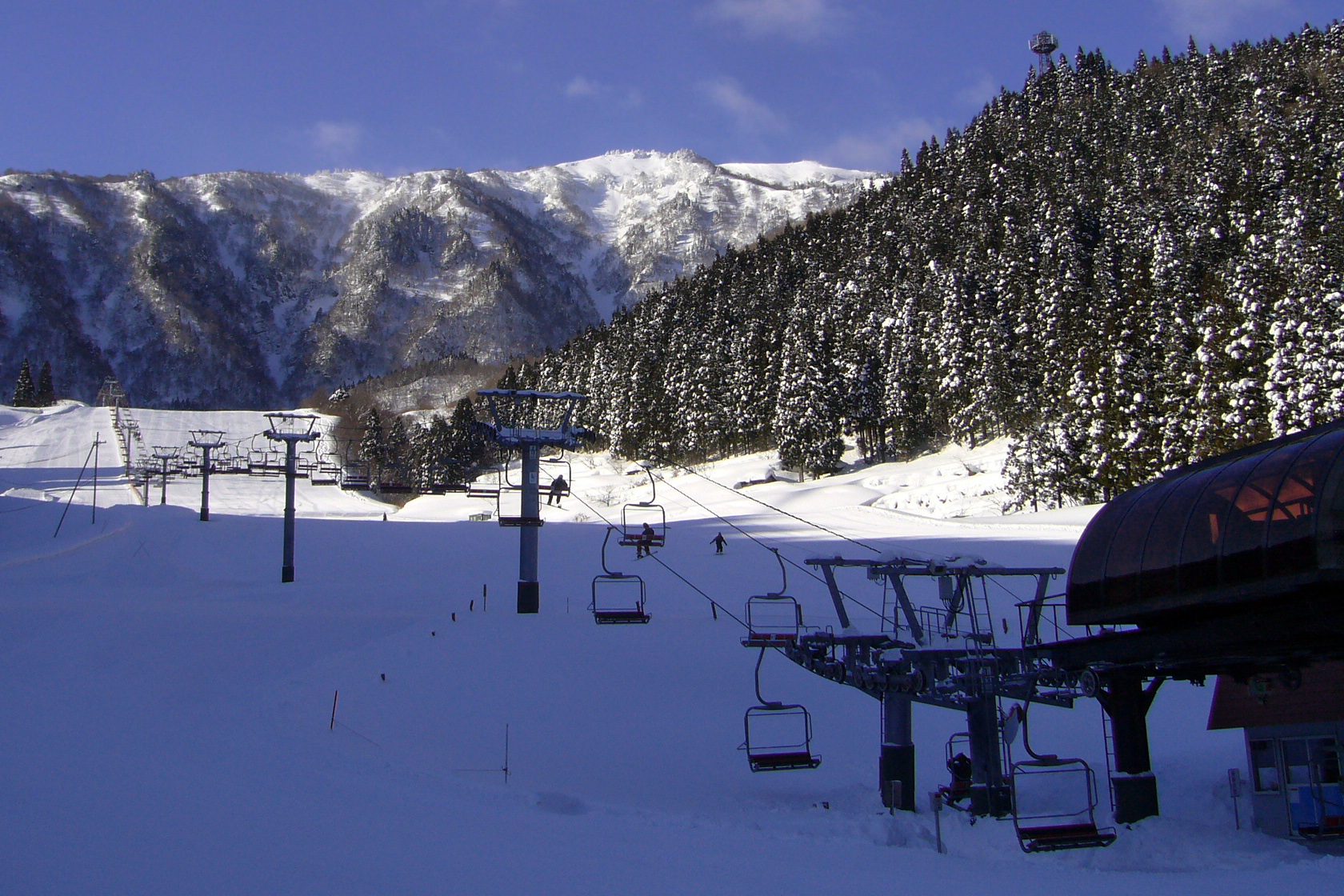
Seggiovia

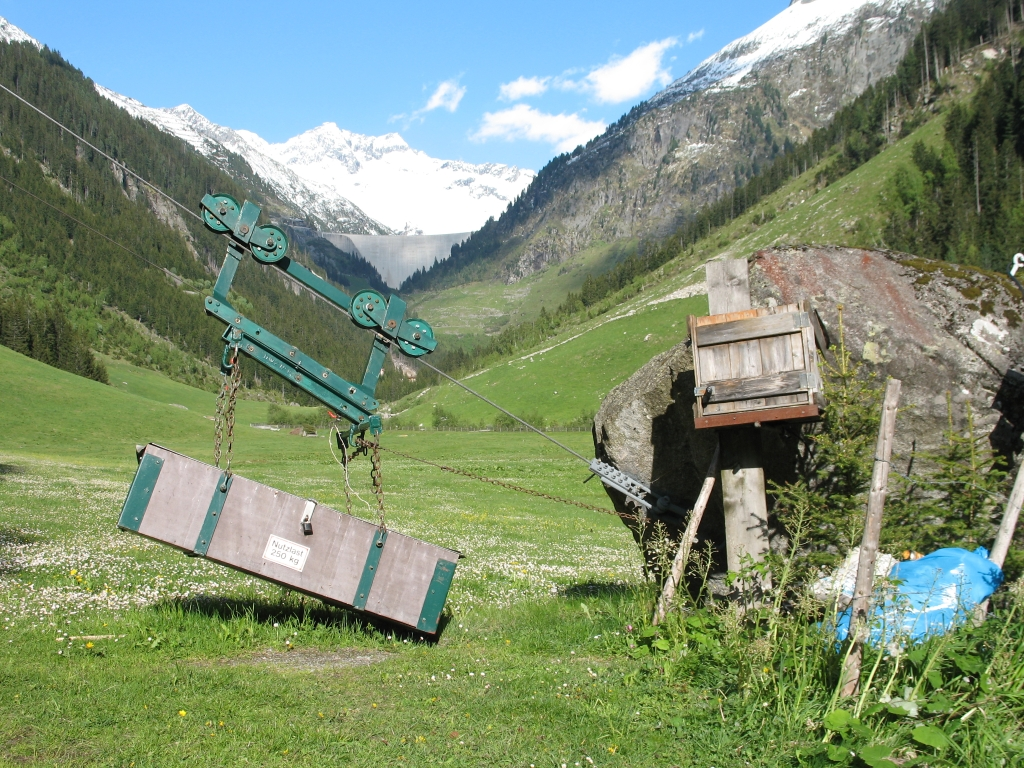
Teleferica

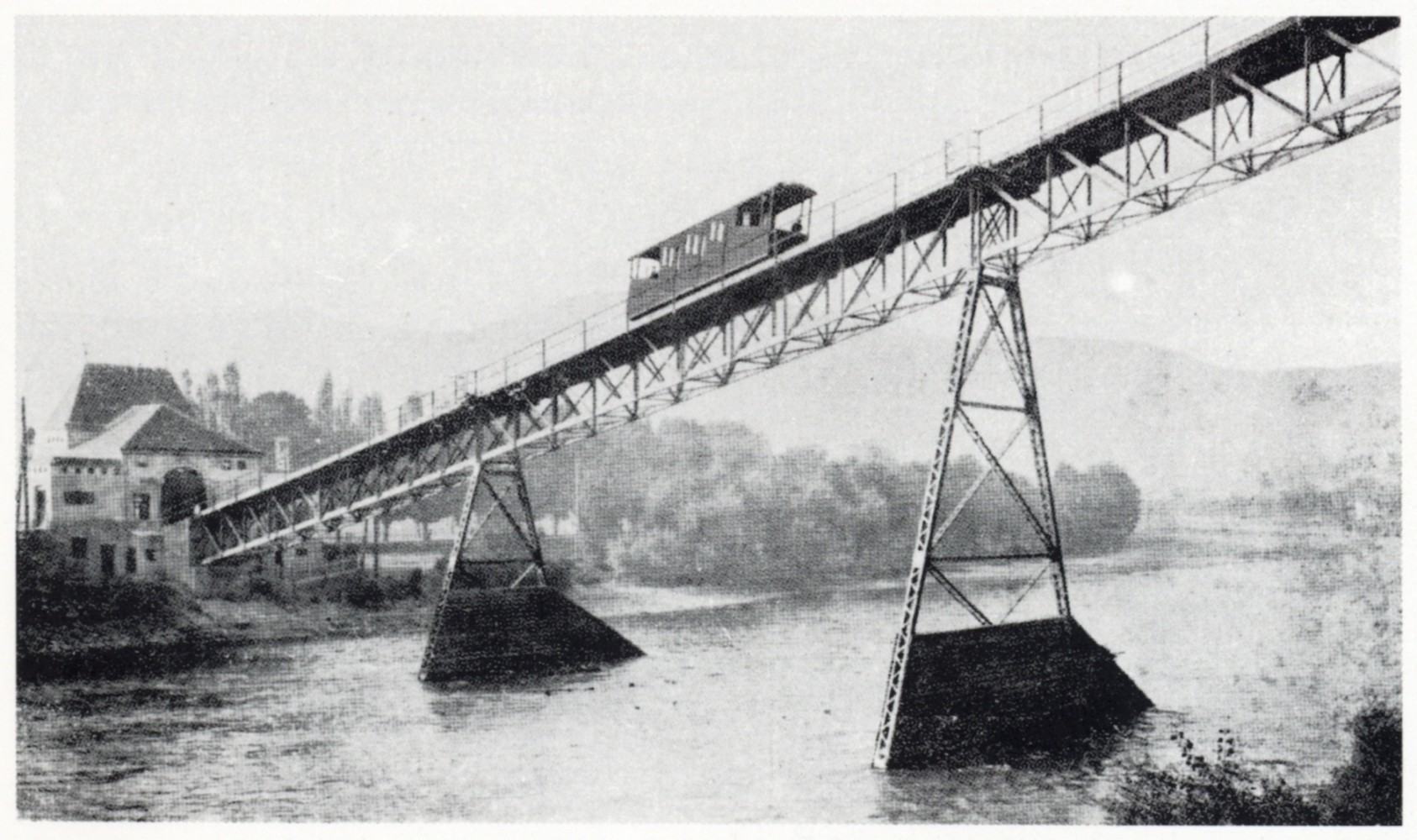
Funicolare

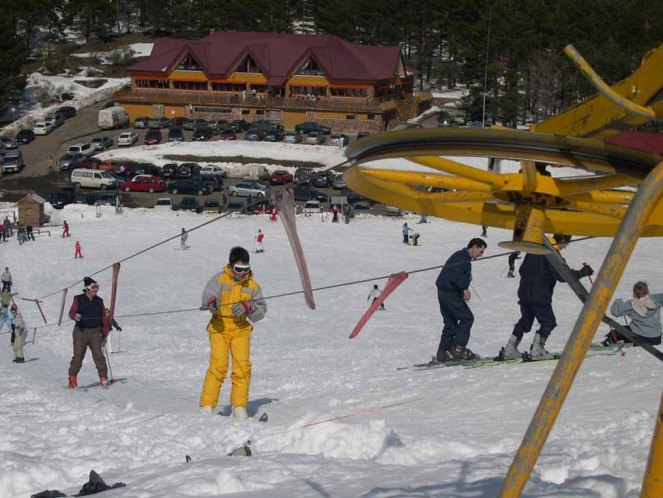
Manovia

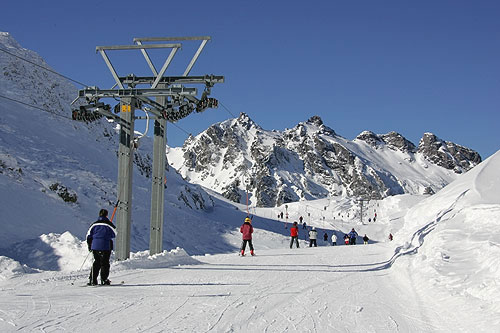
Skilift

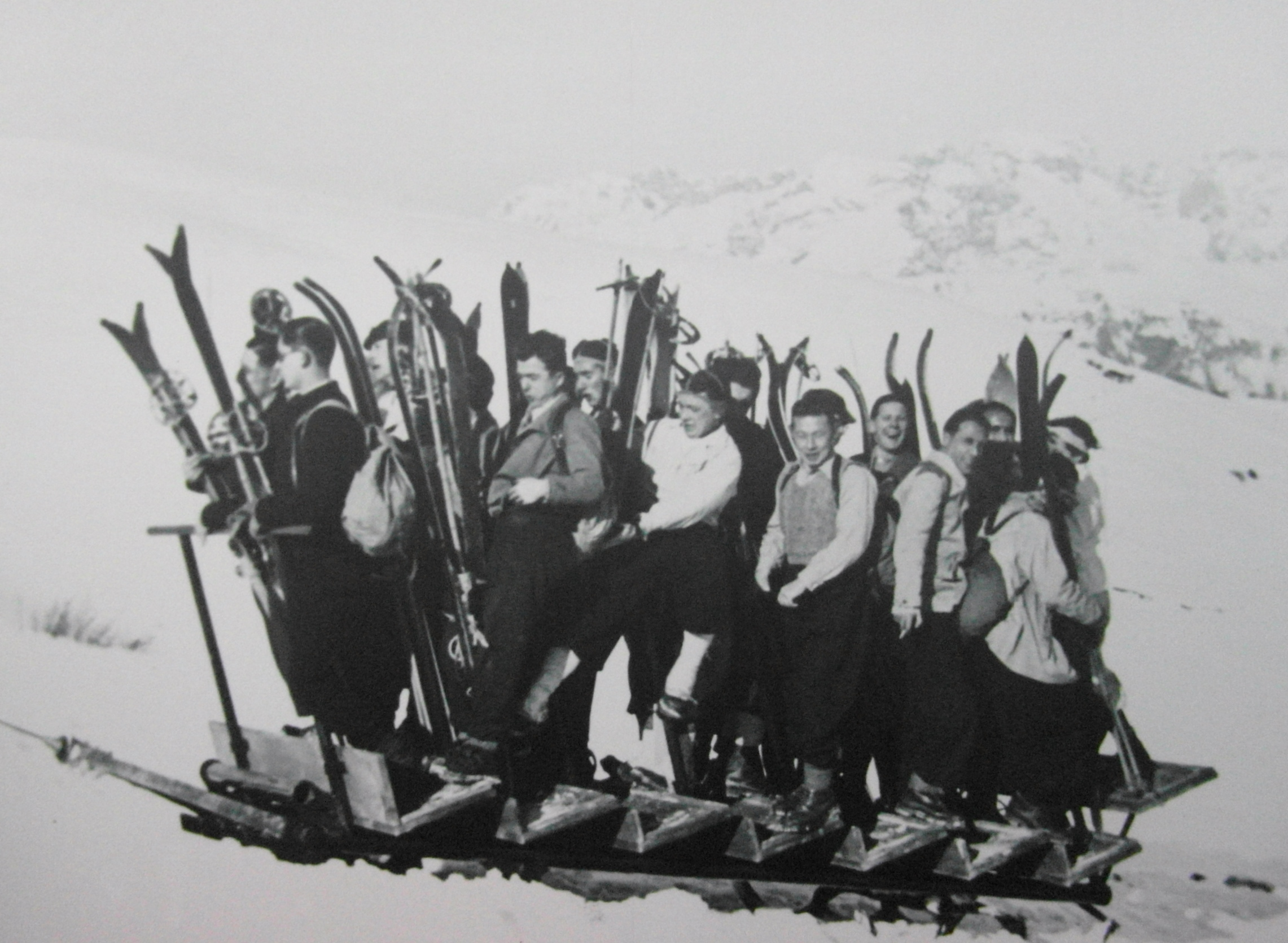
Slittovia

Dall'originario termine generico di teleferica – etimologicamente che porta lontano e che oggi viene utilizzato solo per le funivie per il trasporto di merci –, con l'evoluzione tecnologica e la notevole diversificazione delle installazioni si è giunti a un altrettanto vasta varietà di definizioni.
L'impianto di trasporto a fune, nasce dall'esigenza di trasportare persone e/o cose fra una stazione di partenza e una di arrivo che hanno forti dislivelli. In tali situazioni si hanno molti vantaggi, fra i quali la brevità della percorrenza rispetto ai mezzi di trasporto convenzionali, che per arrivare dalla stazione di partenza a quella di arrivo dovrebbero cercare percorsi meno ripidi e accidentati. La continua e veloce evoluzione degli impianti di trasporto a fune, negli ultimi decenni, è da attribuirsi in gran parte agli sport invernali.

## Classificazioni
Gli impianti a fune si possono dividere a seconda delle loro caratteristiche principali:
- la sede
- le funi impiegate
- il moto

### Sede
Con sede si definisce la modalità di lavoro dell'impianto, quindi la superficie sulla quale vengono mossi.
- Funicolari aeree: vengono generalmente definiti così tutti gli impianti che hanno i loro veicoli sospesi a funi:
  - Cabinovia;
  - Cestovia;
  - Funivia (include i sistemi ATW, Funifor, Funitel);
  - Seggiovia (inclusa la seggiovia navale);
  - Teleferica (questo, per definizione, è un impianto aereo inteso per il solo servizio merci)
- Funicolari terrestri: sono gli impianti di trasporto a fune che usano per il proprio moto una fune avvolta su un verricello, trainando il veicolo o il passeggero appoggiato su una superficie (anche acquatica):
  - Ascensore inclinato
  - Funicolare;
  - Manovia;
  - Sciovia;
  - Slittovia;
  - Palorcio;
  - Rotovia;
  - Traghetto a fune.

### Le funi impegnate

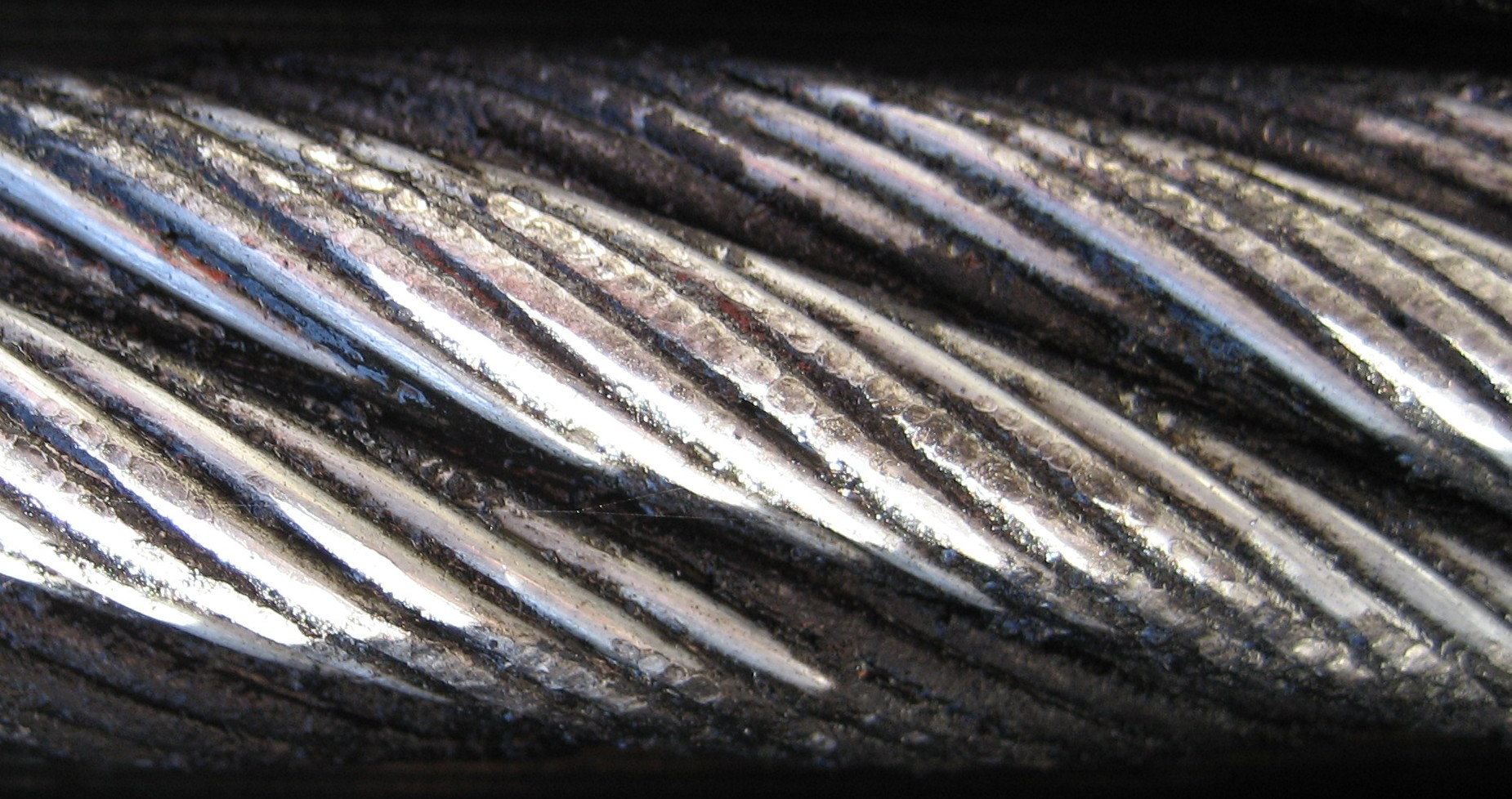
Porzione di fune

Definiscono il numero di funi impiegato dall'impianto.
- Impianti monofune: usano un'unica fune chiamata "portante-traente", che come suggerisce il nome supporta e traina il veicolo.
- Impianti bifune: l'impianto usa due funi, di cui una ferma chiamata portante che è la sede del trasporto, l'altra detta traente che conferisce il moto al veicolo. In alcuni casi, sono classificati impianti bifune i Funitel, speciali cabinovie che usano due funi portanti/traenti parallele.
- Impianti trifune: simile agli impianti bifune, ma con l'aggiunta di una seconda fune portante. In alcuni rari casi, ad essere due erano le funi traenti e non quelle portanti (come la funivia del Furggen a Cervinia, in Valle d'Aosta).
- Funifor: simili ai funitel, ma con l'aggiunta di una fune portante per lato. Gli anelli trattivi inoltre sono separati per ciascuno dei due lati e il ritorno avviene sopra alle funi su cui scorrono le cabine.

### Il moto
Si definisce con "moto" la modalità in cui i veicoli si muovono durante il trasporto.
- A va e vieni: quando i veicoli per raggiungere la stazione di arrivo vanno in un senso, e nel senso opposto per tornare alla stazione di partenza.
- A moto unidirezionale continuo: quando i veicoli si muovono ruotando nelle stazioni, quindi creando un ramo di salita, dove i veicoli vanno dalla stazione di partenza a quella di arrivo, e uno di discesa, dove i veicoli tornano alla stazione di partenza. In questa situazione i veicoli possono essere ad agganciamento fisso oppure ad agganciamento automatico.

## Sicurezza
La sicurezza risponde a criteri di base che costituiscono l'anima di ogni impianto o struttura; qui di seguito sono elencate quelle più generiche.

### Freni
I freni sono con funzionamento negativo, significa che gli elettromagneti o i cilindri idraulici o ad aria devono mantenere l'impianto sfrenato. Quando si verifica una mancanza di corrente agli elettromagneti, o una mancanza di pressione nei cilindri avviene la caduta di pesi (ormai in disuso) o l'intervento di molle, provocando la frenatura.
Tutti gli impianti sono dotati di un freno di servizio e freno di emergenza: il primo agisce sull'albero veloce del riduttore e garantisce una frenata adeguata a seconda delle variazioni del carico, sia esso in salita in discesa o equilibrato; il secondo sulla puleggia motrice, garantendo la frenata anche in situazione di rottura della trasmissione o del freno di servizio. In impianti particolari come la sciovia questo freno è sostituito da un "sistema antiretromarcia".

### Circuito di sicurezza
Il controllo delle stazioni, ma soprattutto dei sostegni di linea si ottiene mediante un circuito elettrico detto circuito di sicurezza.
Il circuito funziona tramite il principio della corrente di riposo, che parte dalla stazione di rinvio e arriva, passando dai sostegni di linea, alla stazione motrice dove mantiene eccitato un relè dando così il consenso al funzionamento dell'impianto. Una qualsiasi interruzione alla corrente di riposo, dovuta ad irregolarità o da pulsanti di arresto diseccita il relè provocando l'arresto del motore e l'intervento dei freni.

### Soccorso in linea
Tutti gli impianti possono bloccarsi, per uno scarrucolamento o altro motivo quindi si presenta il problema dello scarico dei viaggiatori.
L'elicottero risolve velocemente questi casi, ma non sempre le condizioni atmosferiche permettono il decollo, quindi l'impianto deve essere progettato tenendo conto lo scarico dei viaggiatori con scale o con mezzi forniti di carrello elevatore nei tratti con altezza non superiore a 12 metri.
Dove l'altezza supera i 12 metri devono essere predisposte attrezzature permanenti, che permettono il soccorso dei viaggiatori tramite i sostegni di linea. Quindi è importante che il personale addetto impianto sia addestrato nelle tecniche alpinistiche, normalmente effettuate ad altezze notevoli.

## Personale addetto
Tutto il personale addetto all'impianto deve sottoporsi a visite mediche periodiche per constatare che permangano i requisiti fisici (come da norme della M.C.T.C.).
Durante il servizio pubblico, il personale, dovrà essere facilmente riconoscibile tramite divisa o contrassegno.

### Qualifiche
Gli impianti dispongono, per fini di sicurezza e di servizio, le seguenti categorie di qualifiche, salvo alcune eccezioni:
- il direttore di esercizio
- il capo servizio o responsabile di esercizio (a seconda del tipo di impianto);
- il macchinista;
- l'agente di stazione (detto anche agente di servizio).

Il numero effettivo del personale può variare in relazione alle esigenze di servizio.

### Associazioni di categoria
Nel settore del trasporto a fune si annoverano le seguenti associazioni di categoria:
- Associazione nazionale esercenti funiviari (ANEF)
- Associazione nazionale italiana tecnici impianti a fune (ANITIF)
- Associazione costruttori impianti a fune (ACIF)
- Organizzazioni sindacali di categoria: FILT/CGIL – FIT/CISL – UILTRASPORTI – SAVT

## Incidenti
Il trasporto a fune è uno dei mezzi più sicuri al mondo per via delle basse velocità, il facile salvataggio dei passeggeri nel caso di rottura dell'impianto e le strette misure di sicurezza. Vi sono stati però notevoli incidenti fra i quali:
- Disastro della funivia di Cavalese: due funi si accavallarono spezzando quella portante e provocando la morte di 42 persone.
- Incidente della cabinovia del Crest: il distacco di una cabina dalla fune traente ne provoca il ritorno a valle e la caduta di altre 3 cabine. Muoiono 11 persone.
- Strage del Cermis: un aereo militare trancia la fune portante di una funivia causando la caduta della cabina e la morte di 20 persone.
- Incidente della funivia Stresa-Alpino-Mottarone: la fune traente subisce un cedimento provocando la caduta della cabina e la morte di 14 persone.